# Milton Guedes
Milton Carlos Muniz Guedes, ou simplesmente Milton Guedes (Rio de Janeiro, 4 de junho de 1963) é um cantor e compositor multi-instrumentista brasileiro. Formou sua primeira banda, "Pôr do Sol", aos 18 anos, e tem colaborado com grupos de diferentes estilos musicais. Também compôs várias trilhas sonoras para novelas brasileiras. São quase dois mil solos catalogados (Sax, Gaita, Flauta e Assovio), além de participações em Cd’s, Dvd’s e shows dos maiores artistas nacionais.
Como compositor, teve várias canções gravadas por artistas de grande sucesso, além de composições próprias como Sonho de Uma Noite de Verão, sucesso na novela Zazá e nas pistas brasileiras, Jeito Sexy, gravada pelo grupo Fat Family com mais de 2 milhões de cópias vendidas, além de várias canções com a dupla Sandy e Junior, e muito mais.

## Biografia
Antes de se tornar cantor, o compositor adorava andar de skate nas quadras de Brasília e chegou até a ganhar em alguns campeonatos.
Entrou no grupo Coral Mirim do Sesi, onde aprendeu a tocar flauta doce. Sobre a viola e a harmônica (gaita de sopro), diferentemente, ele aprendeu a tocar sozinho. Mas o saxofone foi-lhe ensinado por um vizinho. Com 18 anos, juntou-se ao irmão, Marco Guedes, e outros três amigos para formar a banda “Pôr do Sol”. Pouco tempo depois, a banda se desfez.
Milton passou a tocar em barzinhos de Brasília e em 1986, Oswaldo Montenegro o viu tocando sax e no final do show foi falar com ele. Uma semana depois, os dois desembarcaram em Rio para ensaiar a peça “Os Menestréis”. Além dessa, Milton participou também em “Aldeia dos Ventos” e “Dança dos Signos".
Além de multi-instrumentista, Milton é considerado um dos melhores assoviadores do Brasil. No disco "Os Menestréis" ficou famoso o seu assovio na música "Engarrafamento (Taxímetro)", e com frequência ele é chamado para gravar assovios em trilhas sonoras para a Rede Globo e outros.
Em 1988 conheceu Lulu Santos que o convidou para ingressar em sua banda. Milton entrou na banda de Lulu Santos e acompanhou o Lulu em seus shows por quase dez anos. Tocaram juntos até no Festival de Montreux, na Suíça.
Em 1997 Milton saiu da banda de Lulu Santos para se dedicar a sua carreira solo e a seu segundo CD, com o qual emplacou nas rádios de todo o país com a música “Sonho de Uma Noite de Verão”.
Em 2002 ingressou na banda da dupla Sandy & Junior. Em 2004, paralelo ao trabalho que faz com Sandy & Junior e com o Claudio Zoli, Milton também participou na gravação do primeiro DVD do grupo carioca Roupa Nova, o RoupAcústico. No mesmo ano, ele cantou uma música no filme da Disney "Aconteceu de Novo no Natal do Mickey". Também estreou com a banda SoulFunk, na qual é o vocalista. A banda encerrou suas atividades em 2007, pois a maioria de seus músicos também faz parte da banda de Sandy & Junior.

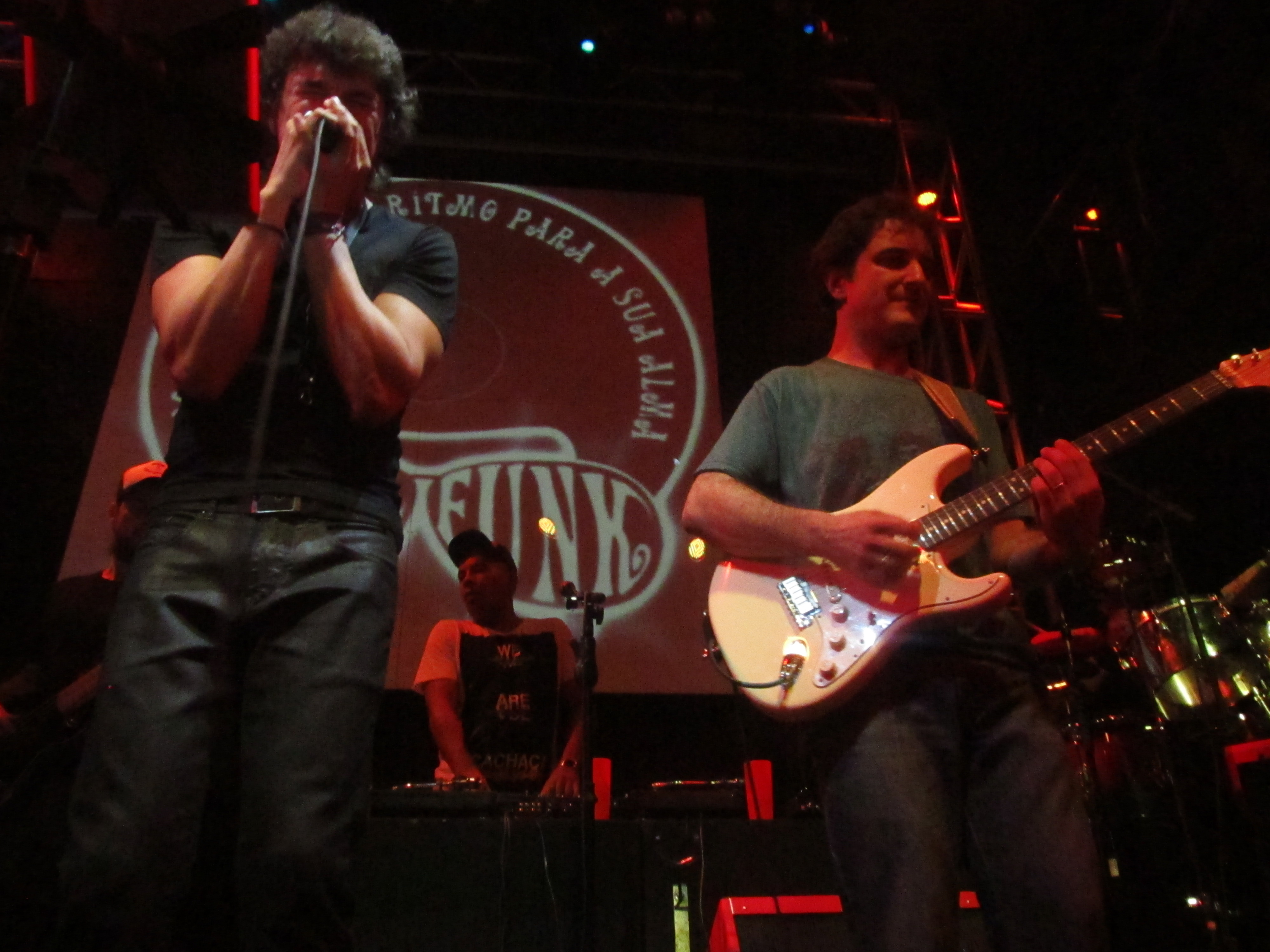
Concerto em Na Mata Café con Soul Funk

Em 2006 ainda continuou a tocar com a banda Roupa Nova em seu segundo DVD, o RoupAcústico 2, DVD que ganhou disco de ouro. Nesse DVD, ele tocou acompanhado de Daniel Musy, atual saxofonista da banda.
Em 2007 lança o CD Certas Coisas. O repertório revela as influências do artista em releituras cuidadosas de grandes sucessos nacionais e internacionais. Destaca-se a versão de Roxanne, sucesso do grupo The Police, em que o solo é feito pelo impressionante assovio de Milton. Este mesmo assovio é acompanhado pelo excepcional bandolinista Hamilton de Holanda na versão de "O Diamante Cor de Rosa" de Roberto e Erasmo Carlos. Junior Lima participa de duas faixas tocando bateria, "Rise" e "Maria Fumaça", esta, uma homenagem à banda Black Rio prestada pela banda SoulFunk, da qual Milton e Junior fazem parte.
Em 2010 Milton Guedes emplacou mais um sucesso ao regravar a música "Você Vai Lembrar de Mim", da banda gaúcha Nenhum de Nós, fazendo parte da trilha sonora da novela Ti Ti Ti, da Rede Globo.
Em 2019, Milton Guedes voltou aos poucos na turnê comemorativa de Sandy e Junior (Nossa História), como instrumentista e backing Vocall.
É casado com a cantora Adriana Maciel.

## Parceiros
Em 2009, Milton Guedes foi convidado pelo produtor Everton Bottoni para produzir a música oficial do Dia Canção Fazer a Diferença, da Rede Record em parceria com o Instituto Ressoar. Grandes nomes da música popular brasileira fizeram a diferença no seu trabalho e o infuenciaron, como Elza Soares, Jair Rodrigues, Negra Li, Leci Brandão, Pepeu Gomes, Amanda Acosta, Fat Family, Rodrigo Faro, Wanessa Camargo, Paula Lima, Luciana Mello, Pedro & Thiago, Léo Maia, Sérgio Reis, Dudu Braga e Wilson Simoninha.

## Discografia
- Por Um Dia Melhor - Pôr do Sol (1984) PolyGram
- Milton Guedes (1993) BMG
- Milton Guedes (1997) EMI
- Cinema (2001) Abril Music
- Certas Coisas (2007) Som Livre

## Músicas em novelas da Globo
- "Separação" - novela Meu Bem Meu Mal (1990)
- "O Sonho se Perdeu" - minissérie Riacho Doce (1990)
- "Agente Secreto" (com Ary Sperling) - novela Araponga (1990)
- "Sonho de Uma Noite de Verão" - novela Zazá (1997)
- "Outra Pessoa" - novela Era Uma Vez... (1998)
- "Você Vai Lembrar de Mim" - novela Ti Ti Ti  (2010)
- "Mulheres" - novela Guerra dos Sexos (2012)